# Сманов Нуржан Диникулович
Сманов Нуржан Диникулович (17 лютого 1972, Абай, Чимкентська область, Казахська Радянська Соціалістична Республіка) — казахський боксер, чемпіон Азійських ігор, чемпіон Азії.

## Спортивна кар'єра
1988 року Нуржан Сманов ввійшов до складу збірної СРСР. 1989 року на чемпіонаті світу серед юніорів став бронзовим призером. 1990 року на чемпіонаті Європи серед юніорів зайняв перше місце, а на чемпіонаті світу серед юніорів — друге.
1991 року на Спартакіаді народів СРСР в напівсередній вазі завоював срібну медаль, поступившись в фіналі Андрію Пестряєву.
Після розпаду СРСР ввійшов до складу збірної Казахстану.
На чемпіонаті світу 1993 програв в чвертьфіналі Хуану Ернандес Сьєрра (Куба).
1994 року Сманов став чемпіоном Азії, а на Кубку світу програв в першому бою українцю Сергію Городнічову. Восени 1994 року став чемпіоном Азійських ігор, здобувши в півфіналі перемогу над Наріманом Атаєвим (Узбекистан), а в фіналі — дострокову перемогу над Архом Ченглай (Таїланд).
На чемпіонаті Азії 1995 року Сманов завоював срібну медаль, програвши в фіналі Наріману Атаєву, а на чемпіонаті світу 1995 програв в другому бою Ерджументу Аслану (Туреччина).
На Олімпійських іграх 1996 Нуржан Сманов переміг двох суперників і вибув з боротьби за нагороди в чвертьфіналі, програвши Хуану Ернандес Сьєрра (Куба) — 8-16.
Після цього Сманов 1997 року став чемпіоном Азії вдруге, а на чемпіонаті світу 1997 знов програв в першому бою Хуану Ернандес Сьєрра.
На Азійських іграх 1998 програв лише в фіналі Паркпум Джангфонак (Таїланд).
На чемпіонаті світу 1999 року здобув дві перемоги, а в чвертьфіналі програв Леонарду Бунду (Італія).